# McLain Ward
McLain Ward (Brewster (New York), 17 oktober 1975) is een Amerikaanse ruiter, die gespecialiseerd is in springen. Ward kreeg met de Amerikaanse ploeg tijdens Olympische Zomerspelen van Athene de zilveren medaille omgehangen. Maar na diskwalificatie van Ludger Beerbaum vanwege dopinggebruik bij zijn paard schoof de Amerikaanse ploeg door naar de gouden medaille. Vier jaar later prolongeerde Ward de olympische titel in de landenwedstrijd springen in Hongkong. Tijdens de spelen van Rio de Janeiro won Ward de zilveren medaille.

## Resultaten
- Olympische Zomerspelen 2004 in Athene uitgevallen springconcours met Sapphire
- Olympische Zomerspelen 2004 in Athene  landenwedstrijd springconcours met Sapphire
- Wereldruiterspelen 2006 in Aken 7e in de springconcours met Sapphire
- Wereldruiterspelen 2006 in Aken  in de springconcours landenwedstrijd met Sapphire
- Olympische Zomerspelen 2008 in Hongkong 6e springconcours met Sapphire
- Olympische Zomerspelen 2008 in Hongkong  landenwedstrijd springconcours met Sapphire
- Wereldruiterspelen 2010 in Lexington 7e in de springconcours met Sapphire
- Wereldruiterspelen 2010 in Lexington 10e in de springconcours landenwedstrijd met Sapphire
- Olympische Zomerspelen 2012 in Londen 29e springconcours met Antares
- Olympische Zomerspelen 2012 in Londen 6e landenwedstrijd springconcours met Antares
- Wereldruiterspelen 2014 in Caen 5e in de springconcours met Rothchild
- Wereldruiterspelen 2014 in Caen  in de springconcours landenwedstrijd met Rothchild
- Olympische Zomerspelen 2016 in Rio de Janeiro 9e springconcours met Azur
- Olympische Zomerspelen 2016 in Rio de Janeiro  landenwedstrijd springconcours met Azur
- Wereldruiterspelen 2018 in Tryon 4e in de springconcours met Clinta
- Wereldruiterspelen 2018 in Tryon  in de springconcours landenwedstrijd met Clinta

1912: Lewenhaupt, Kilman, von Rosen ·
1920: König, von Rosen, Norling ·
1924: Thelning, Ståhle, Lundström ·
1928: Navarro, Álvarez, García ·
1936: Hasse, von Barnekow, Brandt ·
1948: Mariles, Uriza, Valdés ·
1952: White, Stewart, Llewellyn ·
1956: Winkler, Thiedemann, Lütke-Westhues ·
1960: Winkler, Thiedemann, Schockemöhle ·
1964: Schridde, Jarasinski, Winkler ·
1968: Day, Gayford, Elder ·
1972: Ligges, Wiltfang, Steenken, Winkler ·
1976: Parot, Rozier, Roguet, Roche ·
1980: Tsjoekanov, Poganovsky, Asmaje, Korolkov ·
1984: Fargis, Homfeld, Burr Howard, Smith ·
1988: Beerbaum, Brinkmann, Hafemeister, Sloothaak ·
1992: Raijmakers, Romp, Tops, Lansink ·
1996: Sloothaak, Nieberg, Kirchhoff, Beerbaum ·
2000: Beerbaum, Nieberg, Ehning, Becker ·
2004: Wylde, Ward, Madden, Kappler ·
2008: Ward, Kraut, Simpson, Madden ·
2012: Skelton, Maher, Brash, Charles ·
2016: Rozier, Staut, Bost, Leprévost ·
2020: von Eckermann, Baryard-Johnsson, Fredricson ·
2024: Maher, Charles, Brash